# Brian Gutiérrez
Brian Gutiérrez (Berwyn, Illinois, 17 de junio de 2003) es un futbolista estadounidense. Juega de centrocampista y su equipo es el Chicago Fire de la Major League Soccer.

## Trayectoria
Nacido en Berwyn, Illinois, Gutiérrez comenzó su carrera en la academia juvenil del Chicago Fire en 2015. El 9 de marzo de 2020, Gutiérrez firmó un contrato de jugador local con el primer equipo ilinés en la Major League Soccer.
Gutiérrez hizo su debut profesional con el Chicago Fire el 20 de agosto de 2020, contra el Columbus Crew, entrando como suplente en el minuto 82 en una derrota por 3-0.

## Selección nacional
Gutiérrez ha jugado para las selecciones juveniles de EE. UU. en múltiples niveles, incluido el nivel Sub-20. También fue considerado para el campamento sénior del USMNT en diciembre de 2021.
El 8 de octubre de 2023, Gutiérrez fue convocado a la selección sub-23 de Estados Unidos de cara a los amistosos contra México y Japón.

## Vida personal
Nacido en Estados Unidos, Gutiérrez es de ascendencia mexicana.